# أبالي (إنتاوان)
أبالي هو دُوَّار يقع بجماعة تسوسفي، إقليم تارودانت، جهة سوس ماسة في المملكة المغربية. ينتمي الدوّار لمشيخة إنتاوان التي تضم 14 دوار. يقدر عدد سكانه بـ 144 نسمة حسب الإحصاء الرسمي للسكان والسكنى لسنة 2004.

## وصلات خارجية
- البوابة الوطنية للجماعات الترابية
- المندوبية السامية للتخطيط